# Srednjobugarski jezik
Srednjobugarski jezik (003), jedan od povijesnih slavenskih jezika kojim su govorili Bugari u srednbjem bugarskom periodu između 13 i 17. stoljeća na području današnje Bugarske.
Iz srednjobugarskog jezika razvio se današnji bugarski jezik. Jezik ima tri književne norme - Trnovska; Raška i Vlaško-moldavska, tj tzv. starorumunjski jezik.

## Vanjske poveznice
- Samuel Johnson, Bulgarian Language